# Ruellia herbstii
Ruellia herbstii är en akantusväxtart som först beskrevs av William Jackson Hooker, och fick sitt nu gällande namn av William Philip Hiern. Ruellia herbstii ingår i släktet Ruellia och familjen akantusväxter. Inga underarter finns listade i Catalogue of Life.